# Opus Dei
Osebna prelatura svetega Križa in Opus Dei (splošno znana kot Opus Dei ali Božje delo; latinsko Božje delo) je osebna prelatura Rimskokatoliške cerkve, ki jo je 2. oktobra 1928 ustanovil španski duhovnik in svetnik Jožefmarija Escrivá de Balaguer. Osebna prelatura se zavzema za širjenje sporočila o poklicanosti vseh ljudi k svetosti in o posvečujoči vrednosti vsakdanjega življenja, predvsem poklicnega dela. S spodbujanjem vernikov k doslednemu krščanskemu življenju v vseh običajnih okoliščinah želi prispevati k Cerkvenemu poslanstvu oznanjanja katoliške vere.
Osebna prelatura je bila s strani Cerkve dokončno odobrena 1950, današnji status osebne prelature pa ji je z apostolsko konstitucijo Ut sit podelil papež Janez Pavel II. leta 1982. Njen sedež je v Rimu, kjer so v prelatski cerkvi Svete Marije miru tudi posmrtni ostanki ustanovitelja. Tam je tudi Papeška univerza Svetega križa (prvotno Rimski kolegij Svetega križa, ki ga je ta ustanovil).

Opus Dei ima približno 95.000 članov v več kot 90 državah. Okoli 70 % članov živi družinsko življenje s posvetnimi karierami, medtem ko ostali navadno živijo v centrih Opus Dei in celibatu. Poleg poklicnim karieram in dobrodelnim dejavnostim se posvečajo verskemu izobraževanju svojih članov in drugih, odgovorni pa so tudi za upravljanje nekaterih bolnišnic, univerzitetnih institucij, založb, šol in različnih kmetijskih in tehničnih izobraževalnih ustanov. Te se med drugim nahajajo v Španiji, ZDA, Mehiki, na Portugalskem, Filipinih in v Venezueli. 
Pravno gledano je Opus Dei hierarhična ustanova Katoliške cerkve, ki jo vodi prelat ob pomoči svojih svetov. Medtem ko je pripadnost vernikov škofiji osnovana glede na ozemlje, kjer živijo, gre pri osebni prelaturi za pripadnost, določeno po duhovnem poklicu (zato tudi osebna prelatura). Pri tem laiki Opus Dei še naprej ostanejo verniki škofij, v katerih prebivajo.

## Zgodovina
- 2. oktober 1928: Med duhovnimi vajami v Madridu se Escrivá odloči za ustanovitev Opus Dei kot poti svetosti za vse ljudi preko poklicnega dela in izvrševanja vsakodnevnih dolžnosti. Dogodek je večkrat opisal kot razsvetljenje in videnje, izkušnjo pa pripisoval posredovanju Boga.[4][5]
- 14. februar 1930: V organizacijo, ki je bila sprva namenjena moškim, je začel sprejemati tudi ženske. Za spremembo se je odločil po obhajanju svete maše, med katero naj bi mu Bog razodedel, da je Opus Dei namenjen tudi ženskam.[6]
- 1933: Odpre se Akademija DYA, prvi center Opus Dei, namenjen predvsem študentom. Poleg predavanj iz prava in arhitekture organizirajo krščansko izobraževanje in dobrodelne dejavnosti na obrobju Madrida.[7]
- 1936: Ob izbruhu španske državljanske vojne in preganjanju kristjanov se mora Escrivá zateči v različne kraje, apostolske in izobraževalne dejavnosti pa prekiniti.
- 1939: Escrivá vrne v Madrid, Opus Dei pa se začne širiti tudi v druga španska mesta. Začetek druge svetovne vojne prepreči širjenje v druge države.
- 19. marec 1941: Madridski škof Leopoldo Eijo y Garay podeli Opus Dei prvo škofijsko odobritev.
- 14. februar 1943: Escrivá spozna pravno rešitev, ki bi mu omogočila posvetitev duhovnikov v Opus Dei – Duhovniško družbo svetega Križa.
- 25. junij 1944: Madridski škof v duhovnike posveti tri vernike Opus Dei: Álvara del Portilla, Joséja María Hernándeza de Garnica in Joséja Luisa Múzquiza.
- 1946: Escrivá se preseli v Rim, od koder je v naslednjih letih potuje po Evropi ter postavlja temelje za dejavnosti Opus Dei v različnih deželah.
- 24. februar 1947: Sveti sedež podeli Opus Dei prvo papeško odobritev.
- 29. junij 1948: ustanovitev Rimskega kolegija svetega Križa v Rimu, kasneje univerze, ustanove za osebno in pastoralno izobrazbo predvsem vernikov Opus Dei.
- 16. junij 1950: Papež Pij XII. podeli organizaciji dokončno odobritev, ki ji omogoči sprejem poročenih ljudi in pridruženje škofijskih duhovnikov Duhovniški družbi svetega Križa.
- 1952: V Pamploni se ustanovi splošni študijski center, ki kasneje postane Univerza v Navarri.
- 12. december 1953: Ustanovitev Rimskega kolegija svete Marije, centra za globoko duhovno, teološko in apostolsko izobraževanje žensk v Opus Dei.
- 1969: Sklic izrednega generalnega kongresa Opus Dei v Rimu. Namen kongresa je bil preučiti preoblikovanje v osebno prelaturo, pravno obliko, ki jo je predvidel drugi vatikanski koncil in ki se je za organizacijo zdela primerna.
- 1970: Escrivá nadaljuje z apostolskimi potovanji po Latinski Ameriki, Španiji, Portugalski in drugod, kjer se srečuje z velikimi skupinami ljudi.
- 26 junij 1975: Escrivá je umre v Rimu. Opus Dei ima v tem trenutku približno 60.000 članov.
- 7. julij 1975: postavitev Marijinega svetišča v Torreciudadu v pokrajini Huesca (Španija).
- 15. september 1975: Generalni volilni kongres za naslednika ustanovitelja izvoli Álvara del Portilla, ki ga imenuje Janez Pavel II.
- 28. november 1982: Papež organizacijo razglasi za osebno prelaturo, ki je pravno primerna njeni teološki in pastoralni naravi.
- 17. maj 1992: Razglasitev Escrivája za blaženega na Trgu svetega Petra v Rimu.
- 23 marec 1994: V Rimu nekaj ur po svoji vrnitvi z romanja v Sveto deželo umre Álvaro del Portillo.
- 20. april 1994: Papež potrdi izvolitev Javierja Echevarría za prelata Opus Dei.
- 6. oktober 2002: Janez Pavel II. Escrivája razglasi za svetnika.
- 2003: Začetek Opus Dei v Sloveniji.

## Značilnosti

### Poklicanost vseh k svetosti in apostolatu
Dogmatična konstitucija Katoliške cerkve Lumen gentium piše: »Vsi kristjani, naj bodo kateregakoli stanu ali položaja, so poklicani k polnosti krščanskega življenja in k popolni ljubezni. S to svetostjo pa tudi v zemeljski družbi prispevajo k temu, da življenje postaja bolj človeško.« Za Escrivája je že od leta 1928 zasedala poklicanost vseh k svetosti osrednje mesto v njegovem učenju: »Svetost ni nekaj za privilegirane,« je poudaril leta 1930, »kajti Bog kliče vsakogar, od vsakega pričakuje ljubezen, od vseh, naj bodo kjerkoli, ne glede na njihov stan, poklic ali zaposlitev.« S posebno vztrajnostjo je od samega začetka opominjal, da imajo vsi krščanski verniki duhovniško dušo in sodelujejo pri Kristusovem duhovništvu. Članom Opus Dei je 11. marca 1940 pisal: »Ko z duhovniško dušo postavljamo sveto mašo v središče našega notranjega življenja, si prizadevamo biti z Jezusom, med Bogom in ljudmi.«
Drugi vatikanski koncil je 1965 v odloku Apostolicam Actuositatem opozoril, da so vsi verniki po svoji krstni posvetitvi poklicani k intenzivnemu apostolatu, kajti »krščanski poklic je namreč že po svoji naravi tudi poklicanost k apostolatu.«

### Božje otroštvo
Kristjan je božji otrok v moči krsta. Duh Opus Dei poudarja to temeljno resnico krščanstva, kakor uči ustanovitelj: »Božje otroštvo je temelj duha Opus Dei.« Torej osebnostna vzgoja, ki jo nudi Prelatura, v vsakem verniku prebuja živo zavest o položaju božjih otrok in mu pomaga, da se vede skladno s to resničnostjo; to prinaša zaupanje v božjo previdnost, preprostost v odnosu do Boga, globoko občutje dostojanstva vsakega človeka, bratstvo med ljudmi, pravo krščansko ljubezen do vseh stvari, ki jih je ustvaril Bog, vedrino in optimizem.

### Vsakdanje življenje in enotnost
Vsak kristjan lahko išče svetost v okoliščinah svojega življenja in v dejavnostih, ki jih opravlja. Escrivá piše: »Normalno vsakodnevno življenje je lahko sveto in polno Boga in Gospod nas kliče, naj posvetimo naša vsakdanja opravila, kajti prav v tem je kristjanova popolnost.« Zato so za kristjana pomembne vse kreposti: vera, upanje in ljubezen ter človeške kreposti: velikodušnost, delavnost, pravičnost, zvestoba, veselje, iskrenost itd. Kristjan posnema Kristusa tudi z življenjem teh kreposti. Med navadne stvari, na katerih mora kristjan graditi lastno posvečevanje in katerim mora zatorej vtisniti krščansko razsežnost, spadata pri večini ljudi tudi zakon in družina. »Krščanski zakon ni samo družbena ustanova niti ni zdravilo za človeške slabosti; je pristna nadnaravna poklicanost.«
»Enotnost življenja,« trdi Ecsrivá, »je bistven pogoj za vse, ki se hočejo posvečevati v navadnih okoliščinah svojega dela, svojih osebnih in družbenih odnosov.« Kristjan, ki dela sredi sveta, ne sme »živeti nekakšnega dvojnega življenja: po eni strani notranjega življenja, življenja odnosa z Bogom; na drugi strani pa – kot nekaj drugačnega in ločenega – družinskega, poklicnega in družbenega življenja.« Nasprotno, »življenje je eno samo, sestavljeno iz mesa in duha, in to mora biti – v duši in telesu – sveto in polno Boga.«

### Posvečevanje dela
Posvečevanje običajnega dela je osnova, na kateri sloni celotno duhovno življenje kristjana. Posvečevati delo pomeni, da ga opravljamo z največjo možno človeško popolnostjo (profesionalno usposobljenostjo) in s krščansko popolnostjo (iz ljubezni do božje volje in v služenju ljudem). Po duhu Opus Dei more biti delo, poklicna dejavnost, ki jo vsakdo opravlja v svetu, posvečeno in lahko postane pot posvečevanja: »Ker ga je sprejel Kristus, postane delo odrešena in odrešujoča dejavnost. Ni samo okvir, v katerem človek živi, ampak sredstvo in pot svetosti, dejstvo, ki ga je mogoče posvetiti in nas posvečuje.« Katero koli pošteno delo je – neodvisno od tega, ali je v očeh ljudi pomembno ali ne – priložnost, da damo čast Bogu in služimo drugim. »Smo ljudje z ulice, normalni kristjani, vključeni v gibanje družbe, in Gospod hoče, da smo sveti, apostolski prav v našem poklicnem delu; namreč hoče, da se posvečujemo v svojem poklicu, da posvečujemo svoj poklic in da z njegovo pomočjo pomagamo drugim, da se posvečujejo.« Posvečevati delo, posvečevati se z delom, posvečevati druge s pomočjo dela.

### Svoboda
Verniki Opus Dei uživajo enake pravice kot vsi drugi državljani in so podobno podvrženi istim dolžnostim. Pri političnih, ekonomskih, kulturnih in podobnih izbirah delujejo z osebno svobodo in odgovornostjo, brez kakršne koli zahteve, da vključujejo Cerkev ali Opus Dei v svoje odločitve, in ne da bi jih predstavljali kot edine združljive z vero. Iz tega sledi spoštovanje svobode in mnenj drugih ljudi, ki se posebej upošteva tudi pri obravnavi prošenj za vstop v Opus Dei.

### Življenje molitve in odrekanja
Duh Opus Dei je usmerjen h gojenju molitve in pokore, kar naj podpira prizadevanja za posvečevanje vsakodnevnih dejavnosti. Zato verniki Prelature vključujejo v svoje življenje nekaj stalnih krščanskih pobožnosti: meditacijo, vsakdanjo udeležbo pri sveti maši, spoved, branje in premišljevanje evangelija itd. Pobožnost do Marije ima v njihovem srcu pomembno mesto. Da bi posnemali Jezusa, opravljajo tudi dejanja odrekanja, posebej tista, ki pripomorejo k zvestemu opravljanju dolžnosti in napravljajo življenje prijetnejše za druge, pa tudi odpoved majhnim ugodjem, post, miloščino itd.
Poleg tega člani Opus Dei v celibatu izvajajo telesno mrtvičenje, npr. uporaba spokorniškega pasa in biča, občasno spanje brez blazine ali na tleh. Telesno mrtvičenje ima z ozirom na svetnike, kot so Tomaž More, Mati Terezija in Janez Pavel II., v Cerkvi in v drugih religijah dolgo tradicijo. Praksa je osnovana na želji po tesni hoji za Kristusom (prim. Lk 9,23), zadoščevanju, ranljivosti človeške narave, nagnjenosti h grehu in na duhu odrekanja za dosego duhovnih ciljev. Poudarek je sicer na zglednem izvrševanju vsakdanjih dolžnostih, dobrotljivih dejanjih in ohranjanju vedrosti; tudi to so namreč lahko primeri mrtvičenja oz. odrekanja.

## Organizacija in dejavnosti

### Organizacija
Opus Dei vodi prelat skladno s kanonskim pravom in lastnim statutom Prelature. Od leta 2017 je to Fernando Ocáriz. Prelat — in v njegovem imenu njegovi vikarji — izvaja jurisdikcijo in je ordinarij Prelature. Prelaturo urejajo določbe splošnega prava Cerkve, apostolska konstitucija Ut sit in lastni statut – Zakonik posebnega prava Opus Dei. Zakonik cerkvenega prava iz leta 1983 vsebuje temeljne predpise o pravni obliki osebne prelature (kan. 294–297).
Duhovniki, ki sestavljajo duhovniški zbor Prelature, so popolnoma odvisni od prelata. Ta določa njihove pastoralne zadolžitve, ki jih vršijo v tesni povezanosti s škofijsko pastoralo. Prelatura je odgovorna za njihovo ekonomsko vzdrževanje. Verniki laiki so odvisni od prelata v tem, kar zadeva posebno poslanstvo Prelature. Podrejeni so civilnim oblastem na enak način kot drugi državljani in cerkvenim oblastem enako kot ostali katoliški laiki.
Pri vodenju Opus Dei se prelat opira na dva sveta, Centralni svet za žensko vejo in Generalni odbor za moško. Oba imata sedež v Rimu. Vodenje v Prelaturi je kolegialno: prelat in njegovi vikarji vselej izvajajo svoje naloge v sodelovanju z ustreznimi sveti, ki so večinoma sestavljeni iz laikov. Generalni kongres Prelature, ki se ga udeležijo člani iz različnih držav, kjer je navzoč Opus Dei, je običajno sklican vsakih osem let. Na teh kongresih se proučuje apostolsko delo Prelature in se prelatu predlagajo smernice za prihodnje pastoralne aktivnosti. Na kongresu prelat na novo imenuje svoje svète. Prelatura je razdeljena na področja ali ozemlja, imenovana regije. Na čelu vsake regije — katere območje lahko sovpada z območjem države ali pa ne — je regionalni vikar in ob njem dva sveta: Regionalni svet za ženske in Regionalni odbor za moške.
Centri so ženski ali moški. V vsakem izmed njih je lokalni svet, ki ga vodi laik — direktorica ali direktor — in vsaj še dva vernika Prelature. Za posebno duhovniško oskrbo vernikov določenega centra določi ordinarij Prelature duhovnika iz svojega duhovniškega zbora. Nobena vodstvena funkcija, razen funkcije prelata, ni dosmrtna.
Vsi verniki poskrbijo za svoje osebne in družinske potrebe s svojim rednim poklicnim delom. Poleg lastnega vzdrževanja prispevajo verniki in sodelavci Opus Dei tudi h kritju stroškov pastoralnih potreb Prelature. Ti stroški so v glavnem omejeni na vzdrževanje in izobraževanje duhovnikov Prelature, na potrebe sedeža prelatske kurije — in regionalnega vodstva ali delegacij — ter na gmotno pomoč potrebnim, ki jo nudi Prelatura. Verniki Opus Dei seveda pomagajo tudi cerkvam, župnijam itd.

### Verniki Opus Dei
Glede na nauk Cerkvenega prava, teologijo in duha, značilnega za Prelaturo, je člane ustrezneje označiti za vernike Opus Dei ali vernike Dela, saj naj bi za to čutili duhovni poklic. Razlike med njimi se glede na statut nanašajo na njihovo običajno razpoložljivost Prelaturi. V njej je bilo 2018 vključenih 93,203 laikov in 2,115 duhovnikov, a te številke ne zajemajo tistih, pridruženih Duhovniški družbi svetega Križa, ki jih je okoli 2000.
Večino vernikov Opus Dei, okoli 70 %, predstavljajo supernumerariji. Navadno gre za poročene moške in ženske, ki živijo s svojimi družinami in imajo poklicno kariero. Udeležujejo se dejavnosti v centrih, npr. duhovne vaje in obnove. Zaradi predvsem družinskih in kariernih obveznosti Prelaturi niso na razpolago kakor ostali verniki, vseeno pa ji po svojih zmožnostih prispevajo finančna ali druga sredstva.
Približno 20 % vsega članstva predstavljajo numerariji. Numerariji živijo v celibatu in centrih organizacije, svoj čas in sredstva pa v polni razpoložljivosti (plena disponibilitas) posvečajo Opus Dei. Deležni so posebnega izobraževanja v filozofiji in teologiji. Večina jih opravlja posvetne poklice, nekateri pa poklicno usmerjajo apostolske dejavnosti Opus Dei ali pa zasedajo položaje v upravi prelature. Take zadolžitve so zanje navadno le začasne. Zaradi svoje razpoložljivosti so numerariji navadno duhovni voditelji ostalih članov, po potrebi pa iz apostolskih razlogov pripravljeni na preselitev v druge kraje, če se s tem strinjajo. Zanje je pomembno, da v centrih skrbijo za družinsko vzdušje.
Med numerariji so navadno izbrani kandidati za duhovnike prelature, lahko pa tudi med pridruženimi. Tudi ti živijo v celibatu in so deležni podobne filozofske in teološke izobrazbe kot numerariji, a za razliko od njih Prelaturi niso polno razpoložjivi. Njihova razpoložjivost je odvisna od kariernih in družinskih obveznosti, ne živijo pa v centrih Opus Dei.
Numerarije pomočnice se s strokovnim delom v veliki meri, čeprav ne izključno in vedno, posvečajo gospodinjski oskrbi centrov Opus Dei.
Sodelavci Prelature niso njeni člani in za sprejem sodelavcev ni potrebna posebna poklicanost. Lahko so drugih veroizpovedi in neverujoči. Preko molitve, pomoči in drugih načinov pomagajo pri uresničevanju izobraževalnih, dobrodelnih in kulturnih dejavnosti Prelature. Prejemajo duhovne dobrine in pomoč molitve njenih vernikov.
Tako ženska kot moška veja organizacije imata takšno razdelitev. Ženske predstavljajo 57 % vseh vernikov Opus Dei, deležne so enake filozofske in teološke izobrazbe kot moški, sodelujejo pri izbiri novega prelata in so za upravljanje ženskih centrov finančno in organizacijsko odgovorne same.
Postopek inkorporacije v Opus Dei je opisan na spletni strani organizacije.

### Aktivnosti
Glavno apostolsko dejavnost Opus Dei uresničuje vsak član posebej, s tem ko ravna na svojo lastno pobudo, s svojo svobodo in odgovornostjo.
Opus Dei kot ustanova pomaga navadnim ljudem, da bi pri svojih vsakodnevnih dejavnostih živeli v skladu s svojo krščansko vero. Pomaga jim s tem, da jim nudi duhovno pomoč in jih usmerja, da bi to dosegli. Zato so organizirane duhovne obnove, tečaji filozofije in teologije, duhovno vodenje itd. najprej za člane, pa tudi za vse, ki si želijo prejemati duhovno pomoč.
Obstajajo tudi druge organizirane pobude, v katerih Opus Dei skrbi za doktrinalni in duhovni vidik. To so vedno neprofitne dejavnosti, ki nudijo storitve poučevanja, dobrodelnosti ali podobnega družbenokoristnega značaja ter vključujejo kulturne centre, šole in univerze, študentske domove, mladinske klube, kmetijske šole in zdravstvene domove.
V času svojega pontifikata je papež Janez XXIII. zaupal Opus Dei vzpostavitev apostolske dejavnosti v rimskem predmestju Tiburtino, kjer so ljudje živeli v zelo težkih razmerah in trpeli vse vrste pomanjkanja.
Nekaj let kasneje, 21. novembra 1965, je papež Pavel VI. odprl Center ELIS (italijansko Educazione, Lavoro, Istruzione, Sport) – vzgoja, delo, izobraževanje, šport), namenjen poklicnemu usposabljanju mladih, zaposlenih na tem območju. Ko ga je nekoč ob obisku tam pričakal ustanovitelj in množica ljudi iz soseske, je papež Escrivája objel, rekoč: “Tukaj je vse, prav vse Opus Dei (Božje delo).” 

## Kontroverze
Organizacija se je od ustanovitve naprej večkrat znašla pod plazom kritik. Očitki so leteli na način opravljanja, elitizem in domnevno tajnost, misoginijo, telesno mrtvičenje, podporo avtoritarnim režimom in vplivom na Cerkev.
Po drugi strani številni novinarji in raziskovalci, ki so Opus Dei preučevali neodvisno, trdijo, da so številne kritike osnovane na izmišljotinah nasprotnikov. Številni Cerkveni voditelji so organizacijo sprejeli odprtih rok predvsem zaradi širjenja sporočila o posvečujoči vrednosti vsakdanjega dela in zvestobe Cerkvi in veri.

### Zavračanje
V angleško govorečem svetu je največji kritik Opus Dei spletna skupnost Opus Dei Awareness Network (ODAN), organizacija, ki obstaja z namenom, »da osvešča, poučuje in pomaga vsem ljudem, ki so padli pod vpliv in bili oškodovani od Opus Dei. ODAN vodi Diane DiNicola, mati nekdanje članice Tammy DiNicola. Drugi večji kritik je Maria Carmen del Tapia, bivša članica, ki je bila v Opus Dei na višjem položaju več let.
Kritiki navajajo, da je Opus Dei nadvse skrivnosten – člani praviloma ne razkrivajo svoje pripadnosti Opus Dei. Obtožen je bil zavajajočega in agresivnega pridobivanja novih članov preko prijateljstva in prirejanjem socialnih druženj. Nekateri organizacijo primerjajo s sektami.
Slovenski tednik Mladina je objavil več pretežno kritičnih člankov. Mišo Alkalaj opisuje organizacijsko strukturo Opus Dei. Navaja, da je aktivnih sodelavcev organizacije verjetno mnogo več kot je objavljeno število članov, celo do milijon ljudi. Alkaj pravi, da člani niso poimensko znani, kar naj bi izhajalo iz jasnih 999 pravil, ki jih je zapisal ustanovitelj Escrivá v temeljni knjigi Pot, pri čemer navaja številko 190. Knjiga Pot je sicer duhovna knjiga in ne knjiga pravil, številka 190 pa z vsebino, ki jo navaja avtor, nima nobene zveze. Enako napačno navaja številko 202 (prim.).
Domnevna zapovedana tajnost pripadnosti Opus Dei naj bi bila zlasti vprašljiva zaradi načina dela, ki predvideva vrivanje članov v vse družbene strukture, kar naj bi opravičevalo opravljivo ime Octopus Dei (Božja hobotnica). Avtor navaja tudi različne škandale, v katere naj bi bila vpletena organizacija zaradi kopičenja moči in denarja.
Nekatere kritike Opus Dei se opirajo na sporno osebnost ustanovitelja. Po številnih pričevanjih naj bi aktivno podpiral Francov pro-fašistični režim v Španiji, saj so nekateri člani sodelovali kot njegovi ministri. V tem okolju se je oblikovala izrazita usmerjenost proti vsem levičarskim gibanjem, kar je ekstremno izraženo v pričevanjih nekaterih sodelavcev in očevidcev.
Pater Vladimir Feltzmann, kasneje pomočnik kardinala v Westminstru v Angliji je izpričal, da naj bi Josemaría Escrivá simpatiziral s Hitlerjem. Feltzmann priča celo, da naj bi ustanovitelj vztrajal na tem, da je s Hitlerjevo pomočjo Francova vlada rešila krščanstvo pred komunizmom in dodal: »Hitler proti Judom, Hitler proti Slovanom pomeni Hitler proti komunizmu.«
Pridih kulta ji dajejo tudi določene zahteve do nekaterih članov, ki se morajo redno telesno kaznovati. Po mnenju nekaterih naj bi bila organizacija preveč konzervativna, posebej zaradi domnevnega podrejenega položaja žensk.
H kontroverznosti je prispevala tudi izdaja romana Da Vincijeva šifra.

### Odgovori na očitke
Sodeč po zaključkih številnih samostojnih novinarjev in raziskovalcev, kot so John Allen, Vittorio Messori, Patrice de Plunkett, Maggy Whitehouse, Noam Friedlander, so se številne kritike proti Opus Dei izkazale za mite ali izmišljotine njegovih nasprotnikov, ki so po besedah kardinala Juliána Herranza med drugim posledica kristjanofobije.
Pripadnost Opus Dei ni skrivnost. Zaradi statuta, ki ureja Opus Dei, je kakršnakoli tajnost izrecno prepovedana. Poleg tega kolegi, prijatelji in znanci članov vedno vedo za njihovo pripadnost. Kljub temu člani nimajo nobenega razloga za poudarjanje in javno izražanje svoje pripadnosti, saj je iskanje svetosti v Opus Dei nekaj osebnega, področje njihovega zasebnega življenja. Allen opaža, da je v primerjavi z ostalimi katoliškimi organizacijami pri Opus Dei poudarek na svobodi in osebni odgovornosti nenavadno velik. Glede tega priča tudi dejstvo, da je za polno inkorporacijo v Opus Dei potrebna dolgotrajna priprava in večkratna potrditev želje za vstop. V zvezi z elitizmom Allen dodaja, da organizacija ni elitistična, saj je opazil, da so med člani tudi frizerji, polagovalci ploščic, mehaniki, prodajalci in da večina supernumerarijev živi običajno srednjerazredno življenje.
V zvezi s Francovim režimom ugledna britanska zgodovinarja Paul Preston in Brian Crozier trdita, da so bili člani Opus Dei za ministre izbrani zaradi talenta in sposobnosti, ne zaradi članstva v organizaciji. Glede podpore Hitlerju pa je Álvaro del Portillo, nekdanji Prelat Opus Dei, naslednik Escrivája, dejal, da je katera koli trditev, da je Escrivá nemškega diktatorja podpiral, "čista laž" in del "žaljive kampanje." Portillo in drugi so navedli, da ga je ustanovitelj označeval za "pogana", "rasista", in "tirana." Več avtorjev in raziskovalcev trdi, da je bil ustanovitelj Opus Dei odločno nepolitičen in do diktatorstva prezirljiv. Poleg tega je med člani kar nekaj takšnih, ki so se poistovetili z levo usmerjeno politiko, npr. Ruth Kelly, Jorge Rossi Chavarría, Mario Fernández Baeza, Antonio Fontán, Mario Maiolo in Jesus Estanislao.
Da Vincijeva šifra in njena filmska priredba je bila s strani številnih kristjanov in neverujočih označena kot zavajajoča, netočna in katoličanom negativno.
Verniki Prelature opravljajo svoje delo evangelizacije v različnih okoljih družbe, v kateri delujejo. Zato se njihovo delovanje ne omejuje na kakšno posebno področje, denimo na izobraževanje, pomoč bolnikom ali invalidom. Poslanstvo Prelature je spomniti vse kristjane, da morajo – ne glede na to, kakšni dejavnosti se posvečajo – sodelovati v iskanju krščanskih rešitev za probleme družbe in stalno pričevati za svojo vero.

## Svetniki in člani v procesu beatifikacije
Kar nekaj članov organizacije je v postopku beatifikacije oz. kanonizacije. Sv. Jožefmarija Escrivá de Balaguer je edini svetnik, za blažena pa sta bila razglašena njegov naslednik Álvaro del Portillo in kemičarka Guadalupe Ortiz de Landázuri. Njun proces se še nadaljuje.
V postopku beatifikacije so častitljivi:
- Isidoro Zorzano (1902–1943), argentinski inženir.
- Montserrat Grases (1941–1959), katalonska študentka.
- Alexia González-Barros González (1971–1985), špansko dekle.

In božji služabniki:
- Toni Zweifel (1938–1989), švičarski inženir.
- Ernesto Cofiño (1899–1991), gvatemalski pediater.
- José María Hernández Garnica (1913–1972), španski inženir in duhovnik.
- María Lourdes de Miguel Crespo (1913-1983) in Fernando Crespo Alfageme (1907–1976), španska zakonca.
- José Luis Múzquiz de Miguel (1912–1983), španski duhovnik, ki je Opus Dei razširil v ZDA.
- Laura Busca Otaegui Ortiz de Landázuri (1918–2000) in Eduardo Ortiz de Landázuri (1910–1985), španska farmacevtka in zdravnik, zakonca.
- Jeremy Joyner White (1938–1990), angleški predavatelj in pedagog v Nigeriji.
- Paquita Domínguez Susín (1912–1994) in Tomás Alvira (1906–1992), učiteljica in pedagog, zakonca.
- Encarnita Ortega Pardo (1920–1995), ena prvih članic Dela.
- Adolfo Rodríguez Vidal (1920–2003), škof v čilskem Los Angelesu.
- Dora del Hoyo (1914–2004), ena prvih članic Dela.
- Juan Ignacio Larrea Holguín (1930–2006), argentinski pravnik in nadškof ekvadorskega Guayaquila.